# Gobemouche du Libéria
Espèce
Statut de conservation UICN

VU : Vulnérable
Le Gobemouche du Libéria (Melaenornis annamarulae) est une espèce d’oiseaux de la famille des Muscicapidae. 
Son aire s'étend notamment à travers les forêts de plaine de Guinée occidentale.

## Étymologie
Le nom spécifique aurait été donné en référence à la femme (Anna Kofsky) du grand ornithologue Forbes-Watson.

## Description brève
Le gobemouche du Libéria est parmi les plus grands gobemouches de la zone avec ses 20 cm de long,. Il est de couleur gris plomb ou gris foncé uni très sombre, presque noire, avec une queue assez longue,. 
Il peut être confondu avec d'autres gobemouches comme le gobemouche drongo.

## Répartition et habitat
Bien que peu de données existent, notamment trop peu pour avoir une idée de si son aire de répartition change significativement à la suite de modifications de nature anthropique, on situe cet oiseau entre le Sud de la Guinée, le Libéria, la Sierra Leone, et l'Ouest de la Côte d'Ivoire,,,. 
Cet oiseau est trouvé très localement dans la canopée et les niveaux moyens à supérieurs de la forêt tropicale des basses terres (du bord de la mer à des hauteurs de quelques centaines de mètres maximum). On le rencontre "souvent" en binôme ou en petits groupes. Il se tient généralement debout, parfois immobile pendant de longues périodes. 
Comme de nombreux autres gobemouches, on l'a aperçu se nourrissant en effectuant de courts vols rapides depuis un perchoir pour attraper un insecte, ou en courant et bondissant le long des branches et feuilles. 

## Statut de conservation
En 2021, l'UICN considère cet oiseau comme vulnérable (VU). Essentiellement pour son endémisme et la diminution de son habitat caractéristique (forêt tropicale humide d'Afrique de l'Ouest).

## Systématique
Le nom valide complet (avec auteur) de ce taxon est Melaenornis annamarulae Forbes-Watson, 1970.
Ce taxon porte en français les noms vernaculaires ou normalisés suivants : Gobemouche du Libéria, Gobemouche noir du Nimba.